# Holzspänetransporter

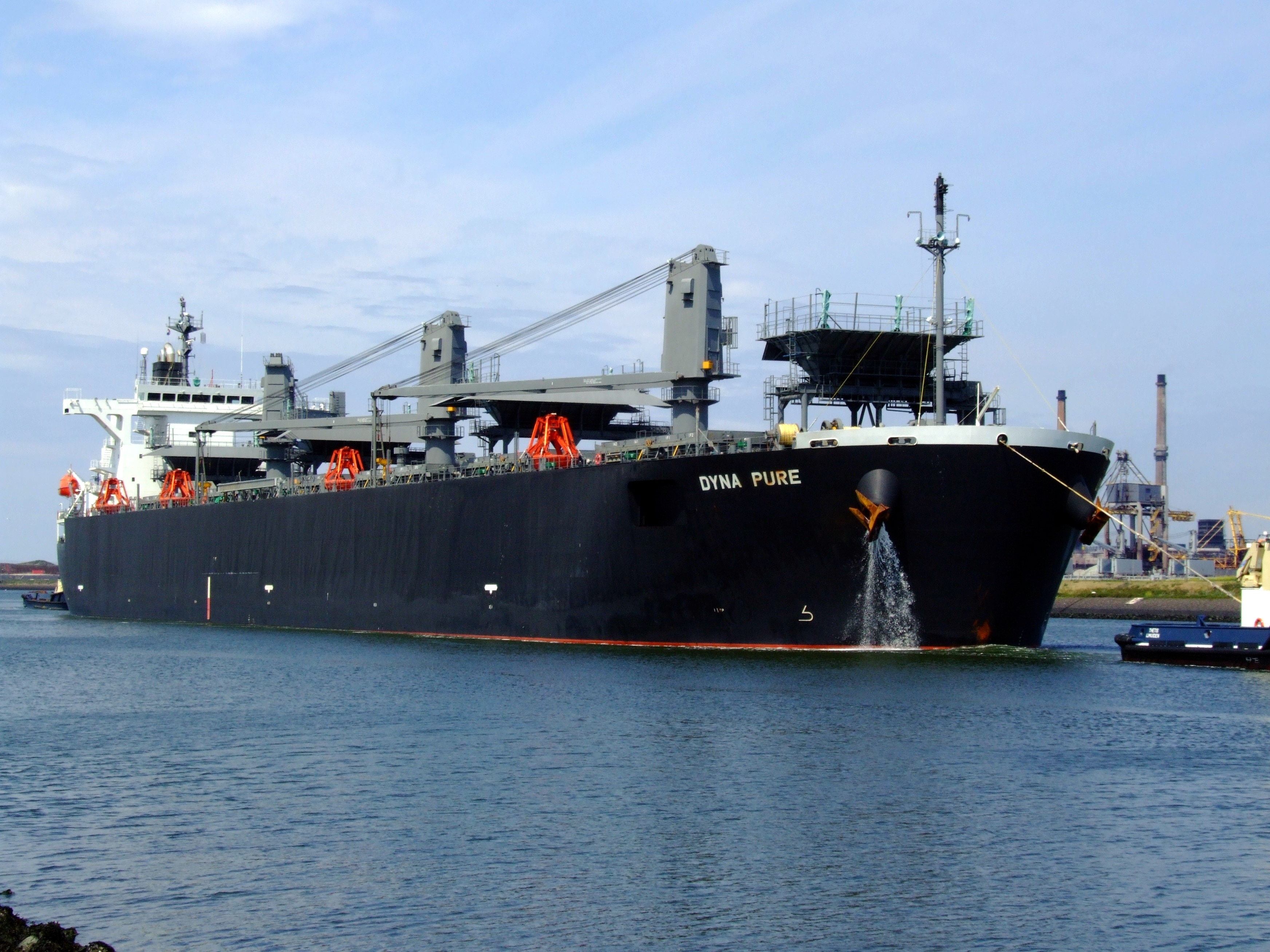
Der Holzspänetransporter Dyna Pure

Holzspänetransporter (englisch „Woodchip Carrier“) sind Schiffe, die überwiegend zum Transport von Holzspänen verwendet werden.

## Geschichte
Während der 1960er Jahre wuchs der industrielle Gebrauch von Holzspänen insbesondere durch die stark steigende Papiererzeugung stark an, sodass man sich mit dem Bau von reinen Holzspänetransportern zu beschäftigen begann, wobei zunächst bestehende Massengutschiffe für den Holzspänetransport umgerüstet wurden. Ab etwa 1970 werden, zumeist auf japanischen Werften, jedoch Neubauten von Holzspänetransportern erstellt. Äußerlich erkennbar sind Holzspänetransporter durch ihr hohes Freibord und ihre Ladeeinrichtungen an Deck und ihre Seitenpforten zum Löschen der Ladung. Holzspänetransporter sind nahezu alle als Selbstentlader ausgeführt. Durch ihre dem Staukoeffizienten der Holzspäne angepasste Räumte ist Getreide die nahezu einzige Ladung, welche außerdem mit diesen Spezialschiffen transportiert wird.

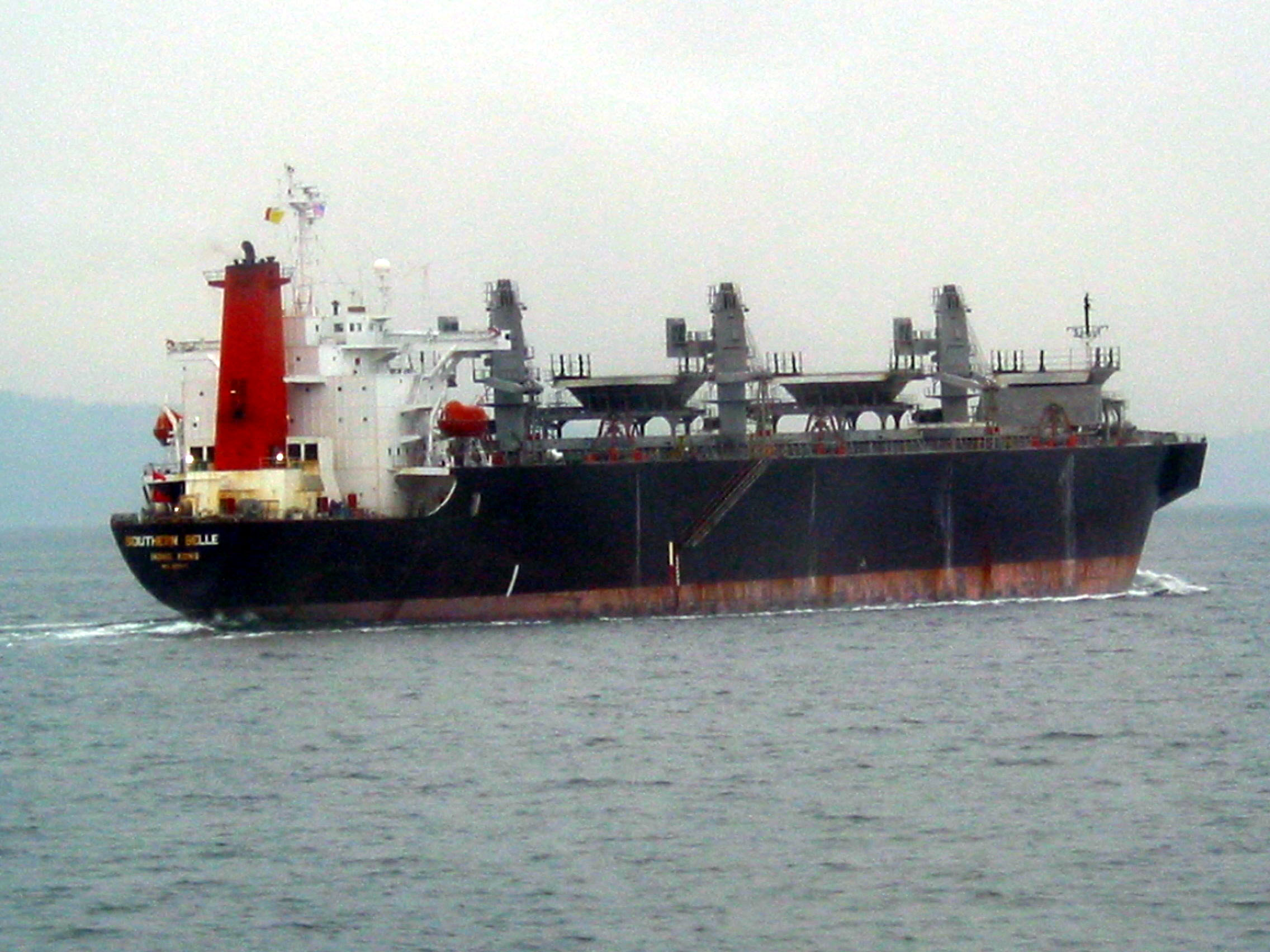
Der Holzspänetransporter Southern Belle auf See

## Beispielschiff
Die abgebildete Southern Belle wurde 1988 als  Silviculture auf der japanischen Werft Oshima Shipbuilding in Oshima gebaut.